# August Adolf Focke

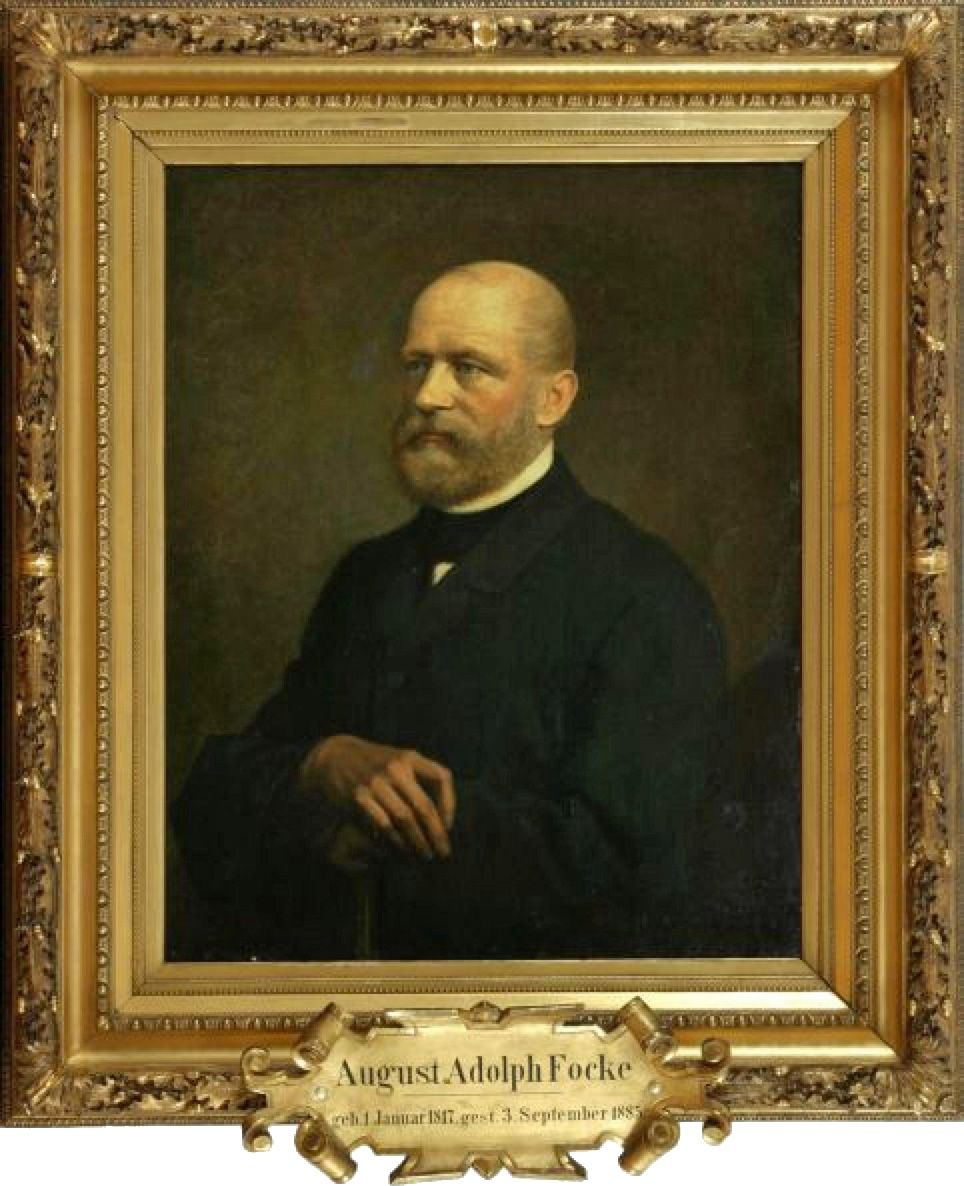
August Adolf Focke um 1860

 August Adolf Focke (* 1. Januar 1817 in Leipzig; † 3. September 1885 ebenda) war ein deutscher Kaufmann und Stifter.

## Leben
August Adolf Focke wurde als Sohn von August Wilhelm Focke (1782–1822) und Henriette Caroline Wendler (1788–1866) geboren.
Focke spendete Ende der 1870er Jahre einen Großteil seines als Kaufmann erworbenen Vermögens der Stadt Leipzig: 120.000 Mark zur Gründung eines Unterstützungsfonds beim städtischen Krankenhaus, 30.000 Mark für die Armenanstalt und 500.000 zur Errichtung der „Focke-Stiftung“.
Er wurde in der Platzmannschen Familien-Gruft auf dem Neuen Johannisfriedhof beerdigt.

## Ehrungen
1908 wurde die Fockestraße in der Leipziger Südvorstadt nach ihm benannt. Die angrenzende bewaldete Trümmerkippe Bauernwiesen wird landläufig „Fockeberg“ genannt, auf dem zweimal im Jahr der Fockeberglauf stattfindet und jährlich einmal das Seifenkistenrennen Prix de Tacot.